# (15212) Ярославль
(15212) Ярославль (лат. Yaroslavlʹ) — астероид главного пояса, который был открыт 17 ноября 1979 года советским астрономом Людмилой Ивановной Черных в Крымской астрофизической обсерватории и назван в 2008 году в честь старинного русского города Ярославля.

Орбита астероида Ярославль и его положение в Солнечной системе
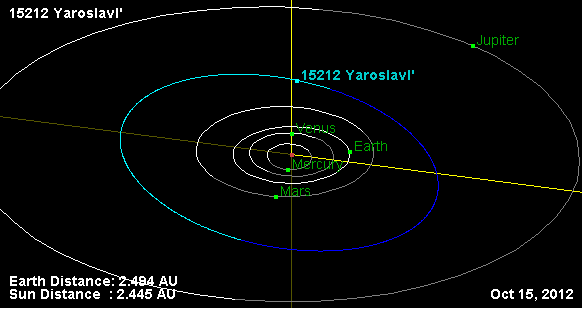
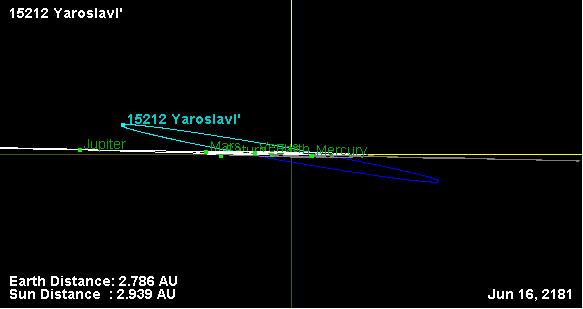